# Heart to Heart (Reba McEntire)
Heart to Heart è il quarto album in studio della cantante di musica country statunitense Reba McEntire, pubblicato nel 1981.

## Tracce
1. Indelibly Blue – 3:21 (Jim Peterik)
2. Ease the Fever – 2:35 (Bob Morrison, Bill Zerface, Jim Zerface)
3. There Ain't No Love – 2:24 (Pat McManus)
4. How Does It Feel to Be Free – 3:21 (Stewart Harris, Keith Stegall)
5. Only You (And You Alone) – 2:50 (Buck Ram, Ande Rand)
6. Today All Over Again – 3:16 (Bobby Harden, Lola Jean Dillon)
7. Gonna Love Ya (Till the Cows Come Home) – 2:50 (Rick Carnes, Susan Drake)
8. Who? – 2:19 (Carnes, Chip Hardy)
9. Small Two-Bedroom Starter – 3:03 (Harry Shannon, Mitch Johnson)
10. Love by Love – 2:59 (B. Zerface, J. Zerface, Morrison, Johnny MacRae)